# Ctenotus brooksi
Ctenotus brooksi (піщаний гребневухий сцинк) — вид сцинкоподібних ящірок родини сцинкових (Scincidae). Ендемік Австралії.

## Поширення і екологія
Піщані гребневухі сцинки поширені від Великої пустелі Вікторія в Південній і Західній Австралії на північ до центральних районів Північної Території та південних районів Великої Піщаної пустелі в Західній Австралії. Вони живуть серед піщаних дюн в пустелях.